# Pseudo-Plutarch
Pseudo-Plutarch er navnet givet til de ukendte forfattere af en række pseudepigrafa (falskt tilskrevne værker), der tilskrives Plutarch, men som nu vides ikke at være skrevet af ham. De er skrevet i oldgræsk.
Nogle af disse værker blev nu og da inkluderet i forskellige udgaver af Plutarchs Moralia. Blandt disse findes:
- De Ti Oratorers Liv (oldgræsk: Βίοι τῶν δέκα ῥητόρων; Latin: Vitae decem oratorum), biografier om de ti oratorer i det antikke Athen, baseret på Caecilius af Calacte, muligvis stammende fra en fælles kilde med Fotios' liv
- Filosoffernes doktriner (oldgræsk: Περὶ τῶν ἀρεσκόντων φιλοσόφοις φυσικῶν δογμάτων φυσικῶγ δοντω άοτ; Latin: Placita Philosophorum)[1]
- De Musica (Om Musik)
- Græske og romerske parallelle historier (oldgræsk: Διηγήσεις Παράλληλοι Ἑλληνικαὶ καὶ Ῥωμαϊκαί), også kendt som Parallela Minora[2] (Mindre Paralleller)
- Pro Nobilitate (Adelig slægt)[3]
- De Fluviorum et Montium Nominibus[4] (Om navnene på floder og bjerge/Om floder; græsk: Περὶ ποταμῶν καὶ ὀρῶν ἐπωνυμίας)
- De Homero (Om Homer)
- De Unius in Re Publica Dominatione (Om éns regel i republikken)
- Consolatio ad Apollonium (Trøst til Apollonius)

Disse værker dateres til lidt senere end Plutarch, men næsten alle stammer fra senantikken (3. til 4. århundrede e.Kr.). F.eks., D. Blank har vist, at Pro Nobilitate blev skrevet af Arnoul Le Ferron (Arnoldus Ferronus) og først udgivet i 1556. Plutarchs "Brev til Tarjan" menes også at komme fra middelalderen, idet vi kun har teksten på middelalderlatin.
Et pseudepigrafisk filosofisk værk, De Fato (Om skæben; inkluderet i udgaver af Plutarchs Moralia), menes at være et mellemplatonisk værk fra det 2. århundrede.
Stromateis (Στρωματεῖς, "Patchwork"), en vigtig kilde til førsokratisk filosofi, er også fejlagtigt tilskrevet Plutarch.